# ألكساندر برانكوف
الكساندر برانكوف (بالبلغارية: Александър Бранеков)‏ (31 مايو 1987 بصوفيا في بلغاريا - ) هو لاعب كرة قدم بلغاري في مركز الدفاع. شارك مع منتخب بلغاريا تحت 21 سنة لكرة القدم. أما مع النوادي، فقد لعب مع سسكا صوفيا ونادي لوكوموتيف بلوفديف ونادي لوكوموتيف صوفيا وPFC Vidima-Rakovski Sevlievo ‏.

## روابط خارجية
- ألكساندر برانكوف على موقع قاعدة بيانات كرة القدم.إي يو (الإنجليزية)
- ألكساندر برانكوف على موقع Soccerway.com (الإنجليزية)